# Woman (John Lennon)
Woman è una canzone di John Lennon tratta dal suo ultimo album del 1980 Double Fantasy. Venne pubblicata come singolo nel 1981 dalla Geffen Records.

## Il brano
Scritta da Lennon sia come ode a sua moglie Yōko Ono che come omaggio indistinto a tutto il genere femminile, nell'introduzione della canzone Lennon sussurra «For the other half of the sky...» ("Per l'altra metà del cielo..."), citazione di una massima cinese utilizzata da Mao Tse Tung.
Nel corso di una intervista alla rivista Rolling Stone svoltasi il 5 dicembre 1980, Lennon disse che Woman era una "versione aggiornata e più adulta" di un suo precedente brano inciso con i Beatles, Girl.
Woman fu il secondo singolo estratto da Double Fantasy, e il primo uscito postumo dopo la morte di Lennon avvenuta l'8 dicembre 1980. La B-side del singolo è la canzone Beautiful Boys di Yoko Ono. Il singolo debuttò in classifica alla posizione numero 3 in Gran Bretagna, salì alla numero 2 e infine raggiunse la prima posizione, dove rimase per due settimane. Negli Stati Uniti il singolo si fermò alla posizione numero 2. Il brano ebbe anche molto successo in Nuova Zelanda dove rimase al primo posto in classifica per ben cinque settimane di fila. Inoltre arriva secondo in Svizzera, terzo in Austria e quinto in Norvegia.

## Tracce singolo
1. Woman - 3:32
2. Beautiful Boys (Yoko Ono) - 2:55

## Cover
Ozzy Osbourne ha interpretato la canzone nel suo album del 2005 Under Cover.
Nel 2007, Ben Jelen reinterpretò il brano per l'album Instant Karma: The Amnesty International Campaign to Save Darfur come bonus track esclusiva per iTunes.
Nel 1981 i The Shadows diedero una versione strumentale di Woman eseguita in medley con Imagine.
I Brotherhood of Man incisero una loro versione del brano di Lennon nel 1981, inclusa successivamente sul loro album 20 Love Songs.